# Slag bij Scherpenzeel
De Slag bij Scherpenzeel vond plaats op 22 september 1481 bij Scherpenzeel als onderdeel van de Utrechtse oorlog (1481-1483) in de periode van de Hoekse en Kabeljauwse twisten.

## Verloop
In augustus 1481 arriveerde de Baskische veldheer Jean de Salazar in Wijk bij Duurstede aan het hof van David van Bourgondië. Daar bood hij zijn diensten aan. David stond hem toe om te gaan plunderen in het Stichtse achterland. In de maand daarop kwam Salazar in de nabijheid van Amersfoort. Het was hem te doen om het vee dat daar in de omtrek stond. Nadat het gelukt leek, luidden de Amersfoorters de klokken, waarop de achtervolging werd ingezet onder burgemeester Jan van Westrenen. Nabij Scherpenzeel werden de Bourgondische mannen onder Salazar ingelopen, echter formeerde Salazar zijn krijgsmacht in drie divisies en wist zo de Hoekse mannen uit Amersfoort te verslaan. Onder hen waren er circa 200 doden en werden er 100 gevangengenomen.
Historicus A.M.C van Asch van Wijck, suggereert dat David van Bourgondië zelf ook aanwezig was bij deze slag met 300 ruiters en 300 krijgsknechten. Jean de Salazar had zelf 400 krijsmannen met daarbij Jacob van Boschhuysen, baljuw van Rijnland en ridder Jan Kats aan zijn zijde, waarbij het Kabeljauwse-bisschopsleger uit circa 1000 man bestond. In de nabijheid van Amersfoort werd dit leger in tweeën gesplitst. Salazar lokte met zijn regiment het vee voor de stad weg, waarbij het tweede regiment verborgen voor een hinderlaag op de weg naar Scherpenzeel lag. Toen de Hoeken onder Jan van Westrenen door het geluid van de noodklokken de achtervolging op Salazar en zijn manen inzette, liepen zij in een hinderlaag bij het wachtende leger bij Scherpenzeel. Salazar trok vervolgens een terug trekkende beweging waardoor de Hoeken ingesloten raakte. Van Asch spreekt juist van 100 doden en 200 gevangenen en dat de slag op 23 september plaatsvond. Jan van Westrenen wist uit de hinderlaag te ontsnappen en binnen Amersfoort terug te keren.
Over het verloop van de slag is tot op heden weinig verder bekend. Historicus Antheun Janse noemt suggesties dat Jan van Schaffelaar heeft gestreden aan bisschoppelijke zijde bij de slag bij Scherpenzeel, waarbij de Amersfoorters werden verslagen. Daaruit zou later de belegering van Barneveld zijn voortgekomen en de sprong van Van Schaffelaar. Hij acht dit alles heel speculatief en acht het onwaarschijnlijk dat Van Schaffelaar bij de veldslag is geweest. De heer Godert van Scherpenzeel was te laat om de Amersfoorters te helpen, waarna zijn kasteel werd verwoest en hij in gevangenschap naar Wijk werd afgevoerd.

## Galerij

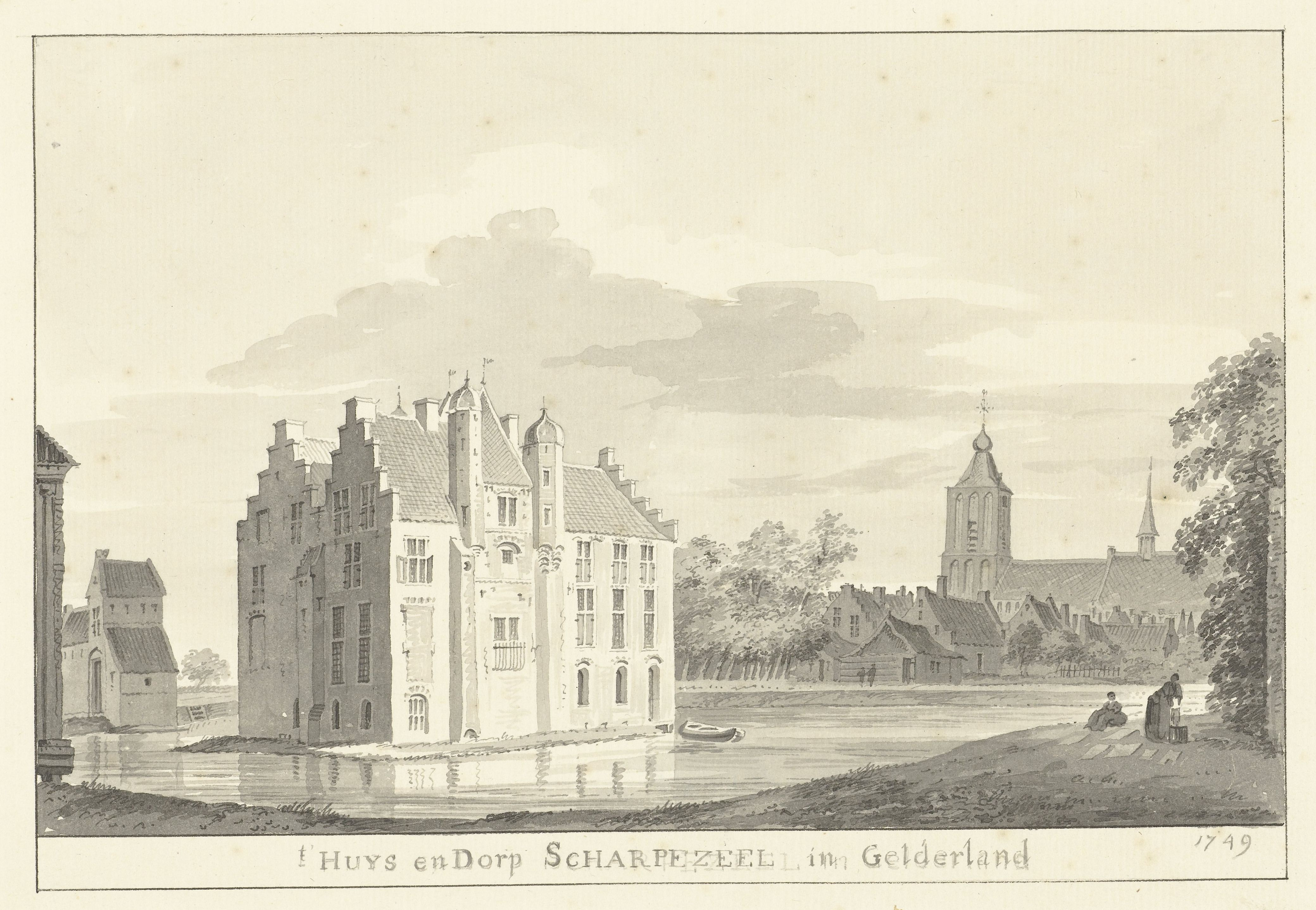
18e-eeuwse impressie van het Huis en dorp Scherpenzeel.
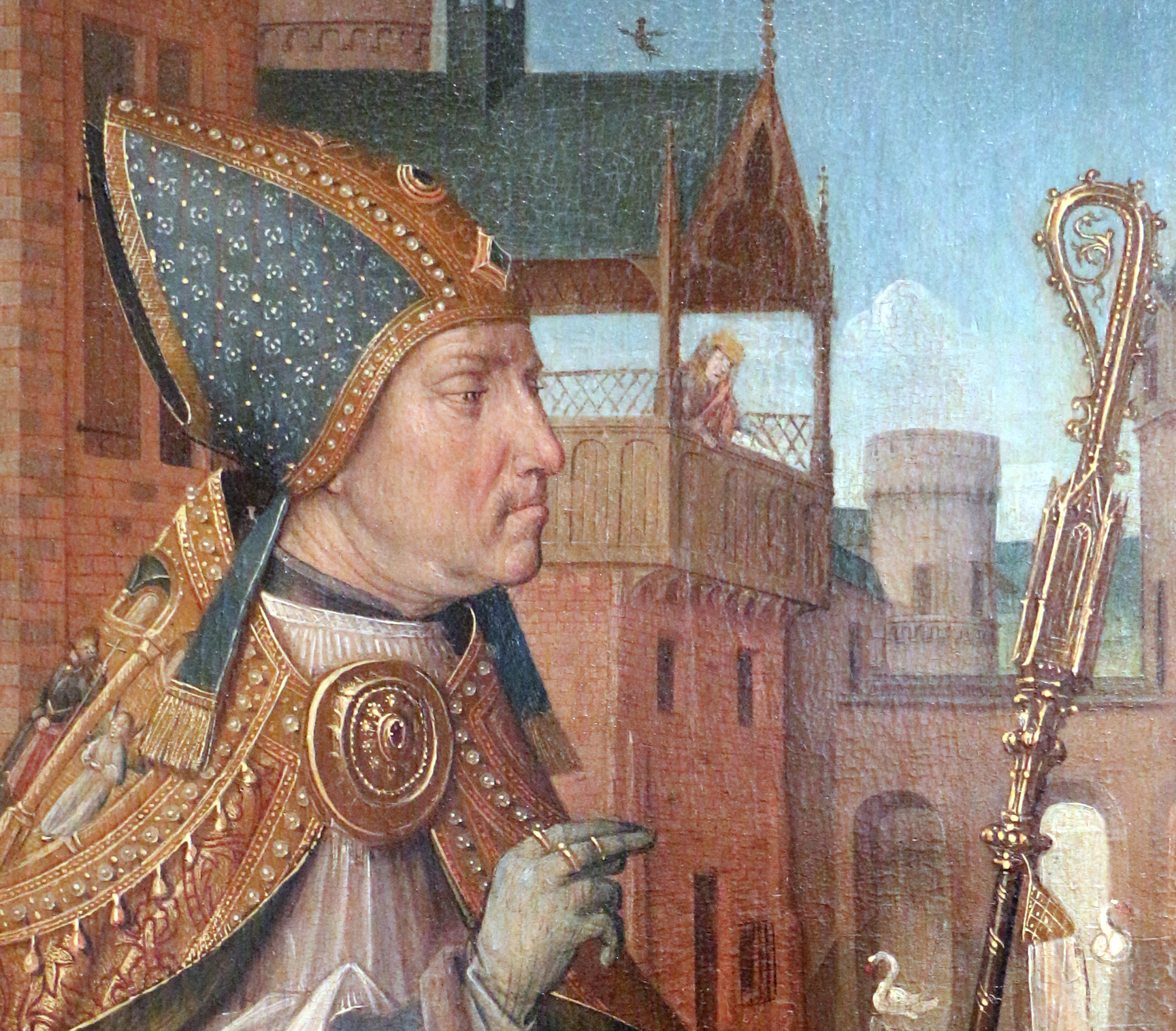
David van Bourgondië was mogelijk aanwezig bij de Slag van Scherpenzeel.
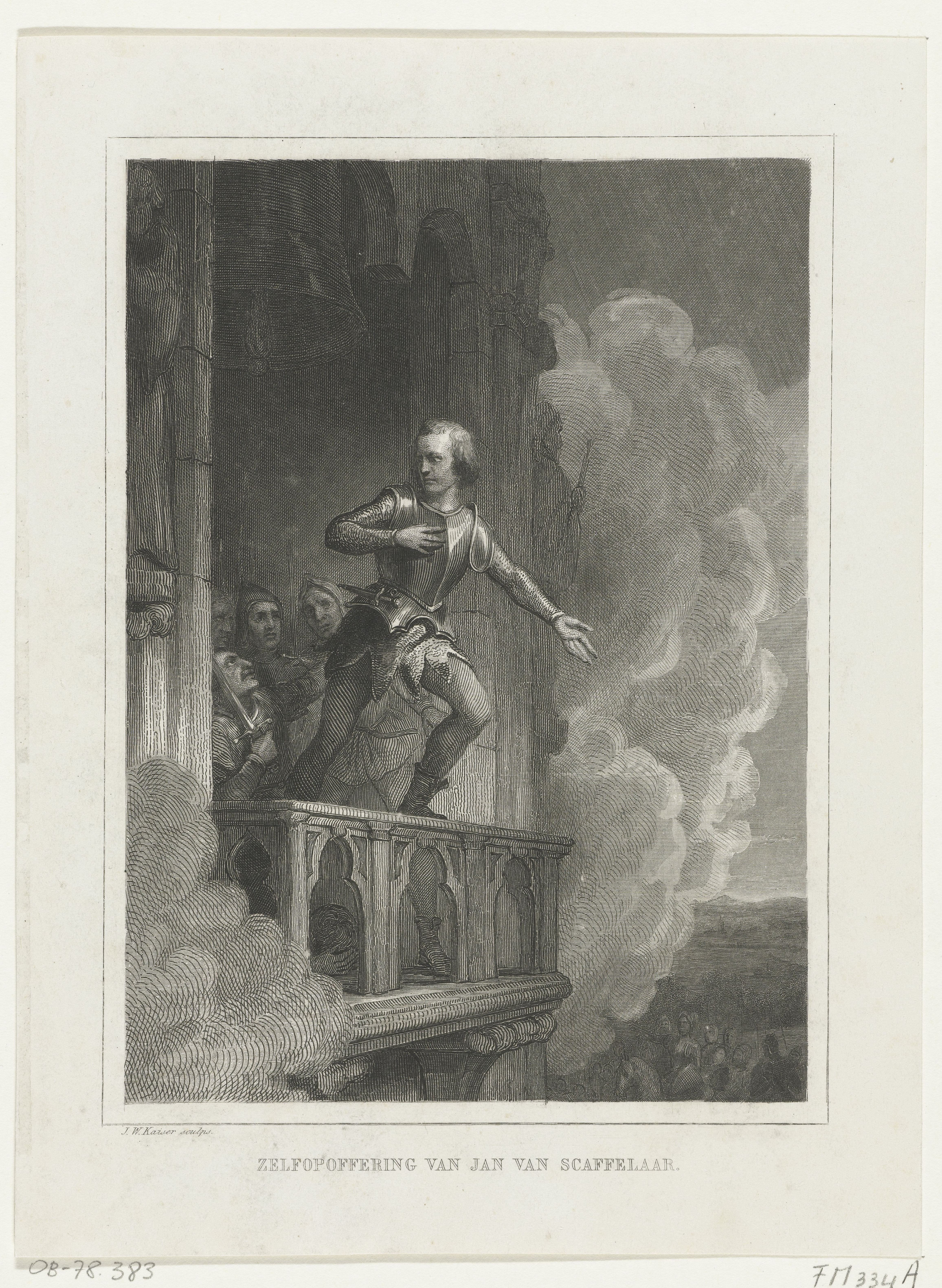
De aanwezigheid van Jan van Schaffelaar is onzeker, maar mogelijk geweest.

## Nasleep
Na de slag wilde Jean de Salazar een poging doen om een beleg van Amersfoort op te zetten. Door het aankondigen van een ontzettingsleger uit Utrecht, brak hij dit af. Dit leger kwam nadat de Amersfoorters om versterking hadden geschreven aan de Utrechters. Er kwam een leger van circa 100-150 krijgsmannen met in de gelederen Dirk van Zuylen en Jan die Coninck de stad versterken.